# 4 Element voor Medische Interventie
Het 4 Element voor Medische Interventie (4EMI) is een tweetalige operationele medische eenheid van de Belgische Medische Component (medische dienst). Het bataljon is gevestigd in het Kwartier Majoor Housiau in Peutie en telt 140 personeelsleden.
De eenheid is opgericht bij de reorganisatie van de Belgische Defensie tussen 2000 en 2015, en vervangt de vroegere medische posten uit Landen, Destelbergen, Leopoldsburg en Peutie.

## Opdrachten
- Medische steun leveren tijdens militaire eenheden in operaties
- Medische evacuaties van Belgische staatsburgers
- Medische steun leveren aan de bevolking van België en bij rampen
- Het medisch materieel up-to-date houden
- Medisch-technische opleidingen organiseren
- Medische steun aan de  elitetroepen (paracommando-eenheden en Special Forces)
- Hulp bij chemische, biologische, radiologische en nucleaire aanvallen
- Gespecialiseerde militaire eerstelijnszorg.

## Organisatie
- Staf van het bataljon (korpsstaf of bataljonsstaf)
- Staf- en diensteneenheid
- Ambulanceteams
- Hulpverlenerteams
- Paracommando-eenheid

## Middelen
- Medische hulpposten
- Veldhospitalen
- Ambulance
- Personeelswagen
- Materiaalwagens